# Ulrike Richter
Ulrike Richter (Görlitz, 17 juni 1959) is een voormalig Oost-Duitse zwemster.

## Biografie
Zowel in 1973 en 1975 won Rigter de wereldtitel op de 100m rugslag en de 4×100 meter wisselslag.
Richter won tijdens de Olympische Zomerspelen van 1976 de gouden medaille op de 100m en 200m rugslag en op de 4×100 meter wisselslag.
Na de Duitse hereniging kwam de bevestiging dat de Oost-Duitse zwemmers – waaronder Rigter – systematisch doping hadden gebruikt.

## Internationale toernooien
| Jaar | Olympische Spelen                               | Wereldkampioenschappen                          | Europese kampioenschappen                                                       |
| ---- | ----------------------------------------------- | ----------------------------------------------- | ------------------------------------------------------------------------------- |
| 1973 |                                                 | 100m rugslag · 4×100m wisselslag                |                                                                                 |
| 1974 |                                                 |                                                 | 100m rugslag · 200m rugslag · 1e 4×100m wisselslag (series) · 4×100m wisselslag |
| 1975 |                                                 | 100m rugslag · 200m rugslag · 4×100m wisselslag |                                                                                 |
| 1976 | 100m rugslag · 200m rugslag · 4×100m wisselslag |                                                 |                                                                                 |
| 1977 |                                                 |                                                 | 100m rugslag · 200m rugslag · 4×100m wisselslag                                 |

1924: Sybil Bauer ·
1928: Marie Braun ·
1932: Eleanor Holm ·
1936: Nida Senff ·
1948: Karen Harup ·
1952: Joan Harrison ·
1956: Judy Grinham ·
1960: Lynn Burke ·
1964: Cathy Ferguson ·
1968: Kaye Hall ·
1972: Melissa Belote ·
1976: Ulrike Richter ·
1980: Rica Reinisch ·
1984: Theresa Andrews ·
1988: Kristin Otto ·
1992: Krisztina Egerszegi ·
1996: Beth Botsford ·
2000: Diana Mocanu ·
2004: Natalie Coughlin ·
2008: Natalie Coughlin ·
2012: Missy Franklin ·
2016: Katinka Hosszú ·
2020: Kaylee McKeown ·
2024: Kaylee McKeown
1968: Lillian Watson ·
1972: Melissa Belote ·
1976: Ulrike Richter ·
1980: Rica Reinisch ·
1984: Jolanda de Rover ·
1988: Krisztina Egerszegi ·
1992: Krisztina Egerszegi ·
1996: Krisztina Egerszegi ·
2000: Diana Mocanu ·
2004: Kirsty Coventry ·
2008: Kirsty Coventry ·
2012: Missy Franklin ·
2016: Madeline Dirado ·
2020: Kaylee McKeown ·
2024: Kaylee McKeown
1960: Burke, Kempner, Schuler, von Saltza ·
1964: Ferguson, Goyette, Stouder, Ellis ·
1968: Hall, Ball, Daniel, Pedersen ·
1972: Belote, Carr, Deardurff, Neilson ·
1976: Richter, Anke, Pollack, Ender ·
1980: Reinisch, Geweniger, Pollack, Metschuck ·
1984: Andrews, Caulkins, Meagher, Hogshead ·
1988: Otto, Hörner, Weigang, Meißner ·
1992: Loveless, Nall, Ahmann-Leighton, Thompson ·
1996: Botsford, Beard, Martino, Van Dyken ·
2000: Bedford, Quann, Thompson, Torres ·
2004: Rooney, Jones, Thomas, Henry ·
2008: Seebohm, Jones, Schipper, Trickett ·
2012: Franklin, Soni, Vollmer, Schmitt ·
2016: Baker, King, Vollmer, Manuel ·
2020: K. McKeown, Hodges, E. McKeon, Campbell ·
2024: Smith, King, Walsh, Huske